# Cochoa vert
Cochoa viridis
Espèce
Statut de conservation UICN

 LC  : Préoccupation mineure
Le Cochoa vert (Cochoa viridis) est une espèce de passereau de la famille des Turdidae.

## Répartition
Il s'étend en Indochine et de manière dissoute à travers le nord-est du sous-continent indien et le sud de la Chine.

## Description

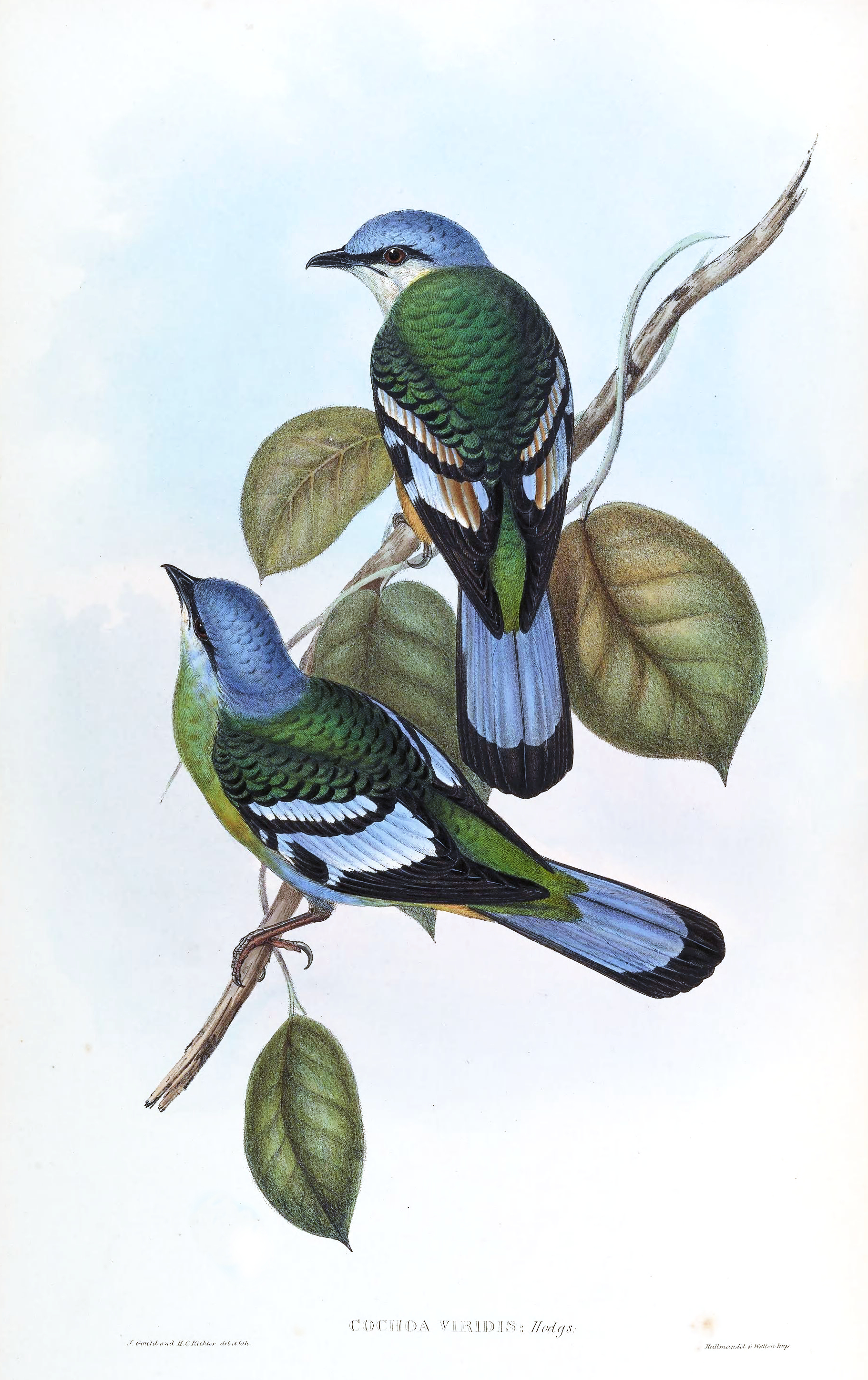
Illustration de John Gould.

Ce passereau arboricole et forestier, un peu plus grand qu'une grive, mesure approximativement 30 cm. C'est un oiseau farouche qui mène une existence discrète, solitaire ou en couple, dans le sous-bois des forêts. Son plumage est constitué d'un ensemble rare de bleu lavande et de vert olive, éclairé par le miroir blanc d'argent des ailes. Il se nourrit d'insectes et de fruits.